# Джемма, Джулиано
Джулиа́но Дже́мма (итал. Giuliano Gemma; 2 сентября 1938, Рим, Королевство Италия — 1 октября 2013[…], Чивитавеккья, Лацио) — итальянский актёр кино и телевидения, каскадёр, скульптор. Мастер классического спагетти-вестерна, работавший также и в мелодраматическом жанре («Анжелика — маркиза ангелов», «Анжелика в гневе»).

## Биография
Джулиано Джемма родился 2 сентября 1938 года в Риме, в Италии. Во время войны жил с родителями в Реджо-Эмилии, после 1944 года семья Джемма возвращается в Рим. С детства Джулиано Джемма обожал спорт и кинематограф. С 12 лет занимался спортивной гимнастикой, с 15-летнего возраста занимался боксом, а военную службу проходил в пожарных войсках.
С 1956 года Джулиано Джемма начинает работать на итальянской киностудии «Чинечитта» сначала статистом, а впоследствии каскадёром. Впервые снялся в кино в эпизодах в фильмах «Венеция, Луна и ты» режиссёра Дино Ризи в 1958 году и «Бен-Гур» режиссёра Уильяма Уайлера в 1959 году.
В главной роли впервые снялся в 1962 году в сатирическом фильме режиссёра Дучо Тессари «Вторжение титанов». В 1960-е годы известность артисту принесла роль Ринго, которую артист играл под псевдонимом Монтгомери Вуд в нескольких фильмах режиссёра Дучо Тессари: «Пистолет для Ринго» (1965), «Простреленный доллар» (1965), «Возвращение Ринго» (1965), «Ради нескольких долларов» (1966), и др. Эти фильмы были сняты в популярном в 1960-е—1970-е годы в Италии жанре «спагетти-вестерн».
Также в 1960-е годы международную известность артисту принесла роль Николя в знаменитых историко-приключенческих кинофильмах «Анжелика — маркиза ангелов» (1964) и «Великолепная Анжелика» (в советском прокате — «Анжелика в гневе») (1965) французского кинорежиссёра Бернара Бордери.
Джулиано Джемма стремится пробовать себя в фильмах разных жанров и амплуа. Играет генерала Гарибальди в фильме «Леопард» (1963) Лукино Висконти, главную роль Улли, первобытного человека в комедии П. Феста Кампаниле «Когда женщины были хвостатыми» (1970), главную роль Сильвио Корбари в антифашистской картине «Корбари» (1970) режиссёра Валентино Орсини, главную роль Нулло Бронци в остросоциальной драме «Преступление во имя любви» (ит., 1974) режиссёра Луиджи Коменчини.
В 1976 году режиссёр Валерио Дзурлини приглашает артиста на роль деспотичного майора Маттиса в фильме «Пустыня Тартари», которая стала одной из лучших в карьере артиста. За эту роль  в 1977 году Джулиано Джемма был удостоен специальной премии «Давида ди Донателло» и номинирован на премию «Серебряная лента» Итальянского национального синдиката киножурналистов.
В 1977 году значительной работой Джулиано Джемма стала роль беспощадного и непримиримого по отношению к мафии префекта полиции Чезаре Мори в фильме режиссёр Паскуале Скуитьери «Железный префект», за которую в 1978 году артисту была вручена премия на Международном Кинофестивале в Карловых Варах. Ещё одной значительной работой у режиссёра Скуитьери стала для артиста роль в фильме «Корлеоне» в 1979 году, которая в том же году была отмечена премией на Монреальском кинофестивале и премией «Grolla D’Oro». В 1979 году режиссёр Дамиано Дамиани приглашает артиста в криминальную драму «Человек на коленях», главная роль в которой стала значительной работой Джулиано Джемма и была отмечена премией «Grolla D’Oro».
Джулиано Джемма много снимался на телевидении в телефильмах и телесериалах, многие из которых становились популярными. Так, например, в 1985—1986 годах артист снялся в мини-сериале «Охотники за шедеврами» в роли капитана полиции Маффеи, который вместе со своим помощником разыскивает похищенные произведения искусства. Этот сериал хорошо знаком и российским зрителям, поскольку в 1991 году демонстрировался в России по одному из центральных телеканалов. В 1992 году Джулиано Джемма снялся в роли Витторио Амитрано в телефильме «Итальянская история», которая принесла артисту премию «Серебряная звезда» в 1994 году. В 1997 году режиссёр Энцо Кастеллари снял приключенческий мини-сериал с элементами боевика и мелодрамы под названием «Пустыня в огне» («Огненная пустыня»), задействовав в главных возрастных ролях целое созвездие европейских актёров, среди которых Франко Неро, Витторио Гассман, Клаудия Кардинале, Вирна Лизи, Матьё Каррьер и Джулиано Джемма, а среди артистов, задействованных в ролях молодого поколения персонажей сериала — сын Алена Делона — Энтони Делон и Ариэль Домбаль. Музыку к мини-сериалу написал композитор Стефано Маинетти, операторская работа Джанкарло Феррандо. Этот мини-сериал стал популярным и неоднократно демонстрировался по телевидению во многих странах, в том числе и в России. Выпущен он и на DVD.
В XXI веке Джулиано Джемма принимал участие в таких популярных европейских кинофильмах и сериалах, как, например, биографический кинофильм «Безумие любви» (2001), рассказывающий об испанской королеве XV—XVI веков Хуане Безумной, биографический мини-сериал «Папа Иоанн Павел II» (2005), в котором Джулиано Джемма сыграл роль Хоакина Наварро-Вальса — врача и журналиста, пресс-секретаря Ватикана при Папе Иоанне Павле II, исторический мини-сериал «Помпеи» (2007), рассказывающий о трагическом извержении Везувия и исчезновении древнеримского города Помпеи, и др.
В возрасте 75 лет Джулиано Джемма активно работал в кино и на телевидении.
До конца жизни Джулиано Джемма был известен также как скульптор.

### Гибель
1 октября 2013 года 75-летний Джемма попал в ДТП близ города Черветере на своём автомобиле Toyota Yaris. В тяжёлом состоянии был доставлен в госпиталь города Чивитавеккья, где вскоре скончался.

## Семья
Джулиано Джемма жил с семьёй в Черветери, его супругу звали Даниела Баба Ришерме. От предыдущего брака у него были две дочери: Джулиана Джемма (итал. Giuliana Gemma) и Вера Джемма (итал. Vera Gemma), которая стала актрисой.

## Избранная фильмография

### Кино
1. 1958 — Венеция, Луна и ты / Venezia, la luna e tu — Брандо
2. 1959 — Бен-Гур / Ben-Hur — римский офицер при Мессале (в титрах не указан)
3. 1959 — Враг моей жены / Il nemico di mia moglie — сын Нандо Теренци
4. 1959 — Вертись сам! / Arrangiatevi! — боксёр (в титрах не указан)
5. 1960 — Казаки / I cosacchi
6. 1960 — Мессалина, императрица Венеры / Messalina Venere imperatrice — Марселус
7. 1960 — Холостяцкие удовольствия / A qualcuna piace calvo — человек в лифте (в титрах не указан)
8. 1961 — Битва миров / Il pianeta degli uomini spenti — Моран
9. 1962 — Вторжение титанов / Arrivano i titani — Криос
10. 1962 — Я люблю, ты любишь / Io amo, tu ami
11. 1962 — Боккаччо-70 / Boccaccio '70 — Геркулес (в титрах не указан)
12. 1962 — Самый короткий день / Il Giorno più corto — солдат (в титрах не указан)
13. 1963 — Леопард / Il gattopardo — Гарибальди
14. 1963 — Шехерезада / Shéhérazade — Дидье
15. 1963 — Мацист, великий герой мира / Maciste, l’eroe più grande del — Хандрос
16. 1964 — Два гладиатора / I due gladiatori — Орацио
17. 1964 — Дети солнца / Ercole contro i figli del sole — принц Мейта
18. 1964 — Дворцовый переворот / La rivolta dei pretoriani —  Нерва
19. 1964 — Анжелика — маркиза ангелов / Angélique, marquise des anges — Каламбреден (Николя Мерло)
20. 1965 — Анжелика в гневе (Великолепная Анжелика) / Merveilleuse Angélique —  Каламбреден (Николя Мерло)
21. 1965 — Эрик-викинг / Erik, il vichingo — Эрик Рыжий
22. 1965 — Пистолет для Ринго / Una pistola per Ringo — Ринго (в титрах Монтгомери Вуд  (Montgomery Wood))
23. 1965 — Простреленный доллар / Un dollaro bucato — Гари О’Хара (в титрах Монтгомери Вуд  (Montgomery Wood))
24. 1965 — Возвращение Ринго / Il ritorno di Ringo — капитан Монтгомери Браун / ’’Ринго’’ (в титрах Монтгомери Вуд  (Montgomery Wood))
25. 1965 — Прощай, гринго / Adiós gringo — Брент Ландерс
26. 1965 — Девушка / La ragazzola — Рауль
27. 1966 — Аризона Кольт / Arizona Colt — Аризона Кольт
28. 1966 — Ради нескольких долларов / Per pochi dollari ancora — Гари Диамонд (в титрах Монтгомери Вуд (Montgomery Wood))
29. 1966 — Чмок, чмок, ба-бах / Kiss Kiss… Bang Bang — Крик Уоррен
30. 1967 — В розыске / Wanted — Гарри Райан
31. 1967 — Дни ярости / I Giorni dell’ira — Скотт Мэри
32. 1967 — Долгие дни мести / I lunghi giorni della vendetta — Тед Барнетт
33. 1968 — И крышей будет небо, полное звёзд / …e per tetto un cielo di stelle — Тим Хокинс (Билли Бой)
34. 1968 — Ублюдки / I bastardi — Язон
35. 1969 — Насилие под солнцем / Violenza al sole — Джулио
36. 1969 — Разыскивается живым… но лучше мёртвым / Vivi o, preferibilmente, morti … — Монти Миллиган
37. 1969 — Цена власти / Il prezzo del potere — Билл Виллер
38. 1970 — Корбари / Corbari — Сильвио Корбари
39. 1970 — Если бы у женщин были ещё и хвосты / Quando le donne avevano la coda — Уилли
40. 1971 — Лук Робина Гуда / L’arciere di fuoco — Робин Гуд
41. 1971 — Любовник большой медведицы / L’amante dell’orsa maggiore — Владек, по одноименной книге
42. 1972 — Приятель, держись от меня подальше / Amico, stammi lontano almeno un palmo — Бен Беллев
43. 1972 — Человек, с которым считаются / Un uomo da rispettare — Марко
44. 1973 — Большой риск для одиночки / Troppo rischio per un uomo solo — Руди Патти
45. 1973 — Настоящий мужчина / Il maschio ruspante — Ромоло
46. 1973 — Даже ангелы едят фасоль / Anche gli angeli mangiano fagioli — Сонни Абернати
47. 1974 — Даже ангелы бьют справа / Anche gli angeli tirano di destro — Сонни Абернати
48. 1974 — Преступление во имя любви / Delitto d’amore — Нулло Бронци
49. 1975 — Белый, жёлтый, чёрный / Il Bianco il giallo il nero — Бланк Де Бланк / Стетсон
50. 1976 — Африка экспресс / Africa Express — Джон Бакстер
51. 1976 — Сафари-экспресс / Safari Express — Джон Бакстер
52. 1976 — Пустыня Тартари / Il Deserto dei Tartari — майор Маттис (специальная премия «Давида ди Донателло», 1977, номинация на премию «Серебряная лента» Итальянского национального синдиката киножурналистов, 1977)
53. 1977 — Железный префект / Il prefetto di ferro — префект Чезаро Мори (Премия на Международном Кинофестивале в Карловых Варах, 1978)
54. 1977 — Калифорния / California — Майкл ’’Калифорния’’ Рандом
55. 1978 — Большая битва / Il grande attacco — капитан Мартин Скотт
56. 1978 — Серебряное седло / Sella d’argento — Рой Блуд
57. 1979 — Корлеоне — Вито Гаргано (Премия на Монреальском кинофестивале, 1979, Премия «Grolla D’Oro», 1979)
58. 1979 — Человек на коленях / Un Uomo In Ginocchia — Нино Перальта (Премия «Grolla D’Oro», 1979)
59. 1980 — Легион высаживается в Колвези / La légion saute sur Kolwezi — адъютант-шеф Федерико
60. 1980 — Следствие с риском для жизни / L’avvertimento — комиссар полиции Антонио Баррези
61. 1980 — Неразбериха / La baraonda — Федерико Сальви
62. 1982 — Дрожь / Tenebre — детектив Джермани
63. 1982 — Чао, неприятель / Ciao nemico — лейтенант Джо Кирби
64. 1983 — Городские птицы / Pájaros de ciudad
65. 1983 — В кругу страстей / Le cercle des passions — Энтони Турси
66. 1984 — Кларетта / Claretta — Марсело Петаччи
67. 1985 — Текс и повелитель глубин / Tex e il signore degli abissi — Текс Виллер
68. 1985 — Надеемся, что будет девочка / Speriamo che sia femmina — Нардони
69. 1987 — Район замков / Chateauroux district — Грег Норман
70. 1988 — Слежка / Al acecho
71. 1988 — Кто-нибудь заплатит? / Qualcuno pagherà? — Мартин Дуранти
72. 1991 — / Firenze no kaze ni dakarete — Марко Эмбриани
73. 1991 — Уже нет мужчин / Ya no hay hombres
74. 1997 — / Un bel di' vedremo — Эмилио
75. 1999 — Конец игры / Game over
76. 1999 — Хороший человек / Un Uomo perbene — Альберто Дал’Ора
77. 2001 — Безумие любви / Juana la Loca — сеньор де Вейре
78. 2012 — Римские приключения / To Rome with Love — Управляющий гостиницей
79. 2013 — Довиль / Deauville — Джанни

### Телевидение
1. 1978 — Замкнутый круг / Circuito chiuso — вооружённый грабитель
2. 1985 — 1986 — Охотники за шедеврами (мини-сериал) / Caccia al ladro d’autore — капитан Маффеи
3. 1986 — Дела семьи / Affari di famiglia
4. 1990 — Не открывайте человеку в чёрном! / Non aprite all’uomo nero — Андреа
5. 1991 — Жена в рамке (мини-сериал) / La moglie nella cornice — Альберто Фортис
6. 1992 — Итальянская история / Una storia italiana — Витторио Амитрано (Премия «Серебряная звезда», 1994)
7. 1992 — Драгоценности / Jewels — Лоренцо
8. 1993 — У мести в плену (мини-сериал) / Prigioniera di una vendetta — Джованни Валенца
9. 1997 — Пустыня в огне (Огненная пустыня) (мини-сериал) / Deserto di fuoco — Тафуд, эмир Белема
10. 1999 — Первый скалолаз / Premier de cordée — месье Русполи
11. 1999 — Конец игры / Game over — директор DIA
12. 2001 — Человек, который нравился женщинам / L’uomo che piaceva alle donne — Bel Ami — Лоренцо Маретти
13. 2005 — 2007 — Капитан (сериал) / Il capitano — полковник Фиораванти
14. 2005 — Девочка с грязными руками / La bambina dalle mani sporche — прокурор Конкато
15. 2005 — Папа Иоанн Павел II (мини-сериал) / Pope John Paul II — Хоакин Наварро-Вальс
16. 2005 — 2010 — Капри (сериал) / Capri — Вальтер
17. 2006 — Расследование / L’inchiesta
18. 2007 — Помпеи (мини-сериал) / Pompei — Тито

## Призы и награды
- 1967, 1981 — Премия «Серебряная маска»
- 1977 — Специальная Премия «Давида ди Донателло» и номинация на премию «Серебряная лента» Итальянского национального синдиката киножурналистов (за роль в фильме «Пустыня Тартари» режиссёра Валерио Дзурлини)
- 1978 — Премия на Международном Кинофестивале в Карловых Варах (за роль в фильме «Железный префект» режиссёра Паскуале Скуитьери)
- 1979 — Премия на Монреальском кинофестивале и Премия «Grolla D’Oro» (за роль в фильме «Корлеоне» режиссёра Паскуале Скуитьери)
- 1979 — Премия «Grolla D’Oro» (за роль в фильме «Человек на коленях» режиссёра Дамиано Дамиани)
- 1983, 2008 — Премия Витторио Де Сика
- 1984 — международная Премия Валерио Дзурлини
- 1986 — Премия «De Curtis»
- 1987 — Премия на МКФ в Джиффони
- 1989 — Премия «Cardidi D’Oro» на МКФ в Таормино
- 1990 — Премия Франсуа Трюффо
- 1992 — Премия «Crolla di Platino», Премия на МКФ в Турине, Премия на МКФ в Бухаресте
- 1994 — Премия «Серебряная звезда» (за роль в телефильме «Итальянская история»)
- 1999 — Премия Марио Моничелли (за достижения в карьере)
- 2008 — Премия Nastro d'argento (за достижения в карьере)
- 2008 — Премия Globo d'oro (за достижения в карьере)